# Cogomella de mugró
La cogomella de mugró (Macrolepiota mastoidea), també anomenada paraigüet, palomina o campaneta, és un bolet que es caracteritza per la forma del seu barret. Aquesta és la que li dona nom, ja que prové del grec mastos=mama i ideos=similar degut a la gran protuberància central de la seva barret que recorda el mugró.
Creix a la tardor, en grups, en els boscos de planifolis, sobre diferents tipus de sòl.

## Descripció
Té un píleu de 8 a 12 cm de diàmetre, de forma pla-convexa, amb un umbó prominent, els marges incurvats més o menys enrotllats cap a la cara superior; la cutícula crema-blanc o ocre, esquamosa, més densa cap al centre.
Les làmines són blanquinoses, denses, lliures i amb collar.
L'Estípit és cilíndric, atenuat a la part superior, una mica inflat a la base, coberta amb una esquama granulada de color groc-marró, fàcilment separable del barret.
Té una carn blanquinosa, que no canvia de color, amb una olor dèbil i un sabor lleugerament àcid, d'avellana intens, que recorda el de la Macrolepiota procera.

## Sinònims i binomis obsolets
- Agaricus mastoideus Fr., Systema mycologicum (Lundae) 1: 20 (1821)
- Lepiota mastoidea (Fr.) P. Kumm., Führer Pilzk.: 135 (1871)
- Lepiota rickenii Velen., Novitates Mycologicae: 47 (1939)
- Lepiotophyllum mastoideum (Fr.) Locq., Bull. mens. Soc. linn. Lyon 11: 40 (1942)
- Leucocoprinus mastoideus (Fr.) Singer, (1939)
- Macrolepiota mastoidea var. rickenii (Velen.) Gminder, (2003) Index of Fungi
- Macrolepiota rickenii (Velen.) Bellù & Lanzoni, Beiträge zur Kenntnis der Pilze Mitteleuropas 3: 196 (1987)

## Galeria

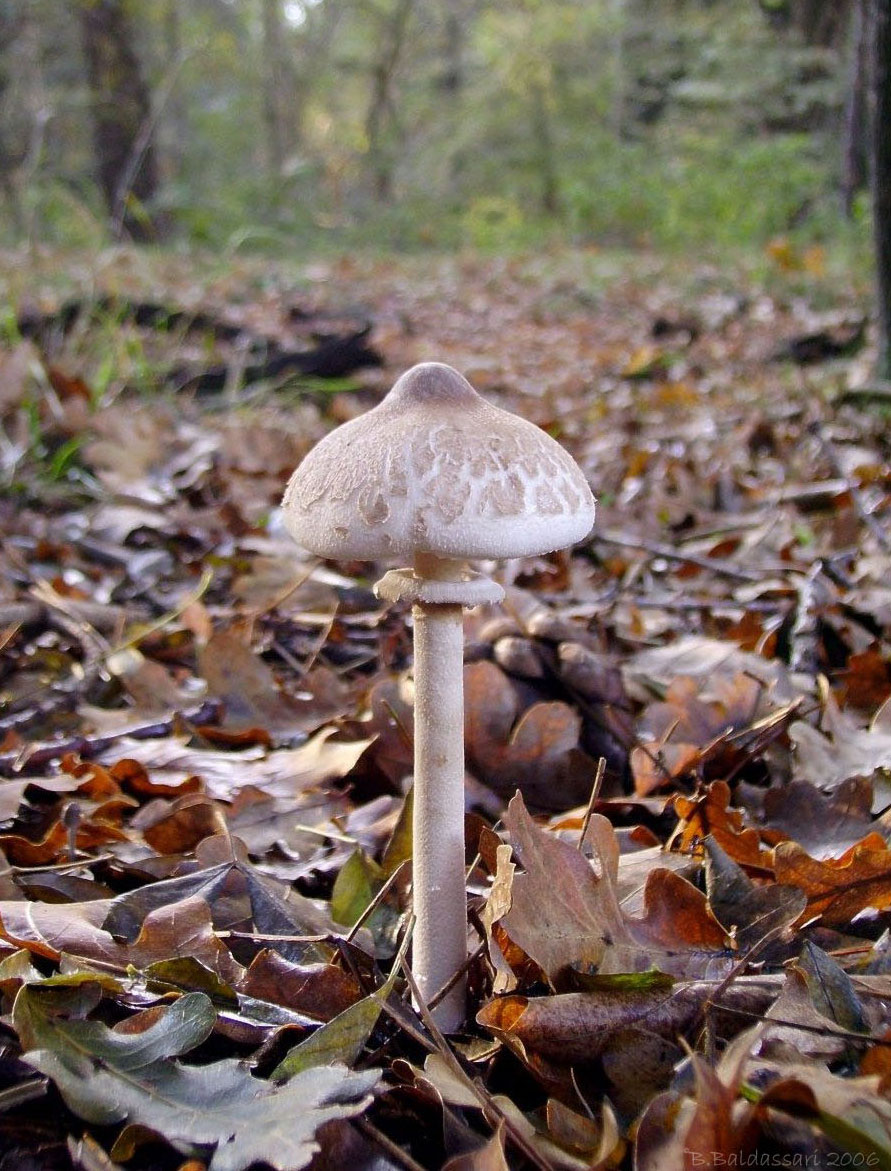
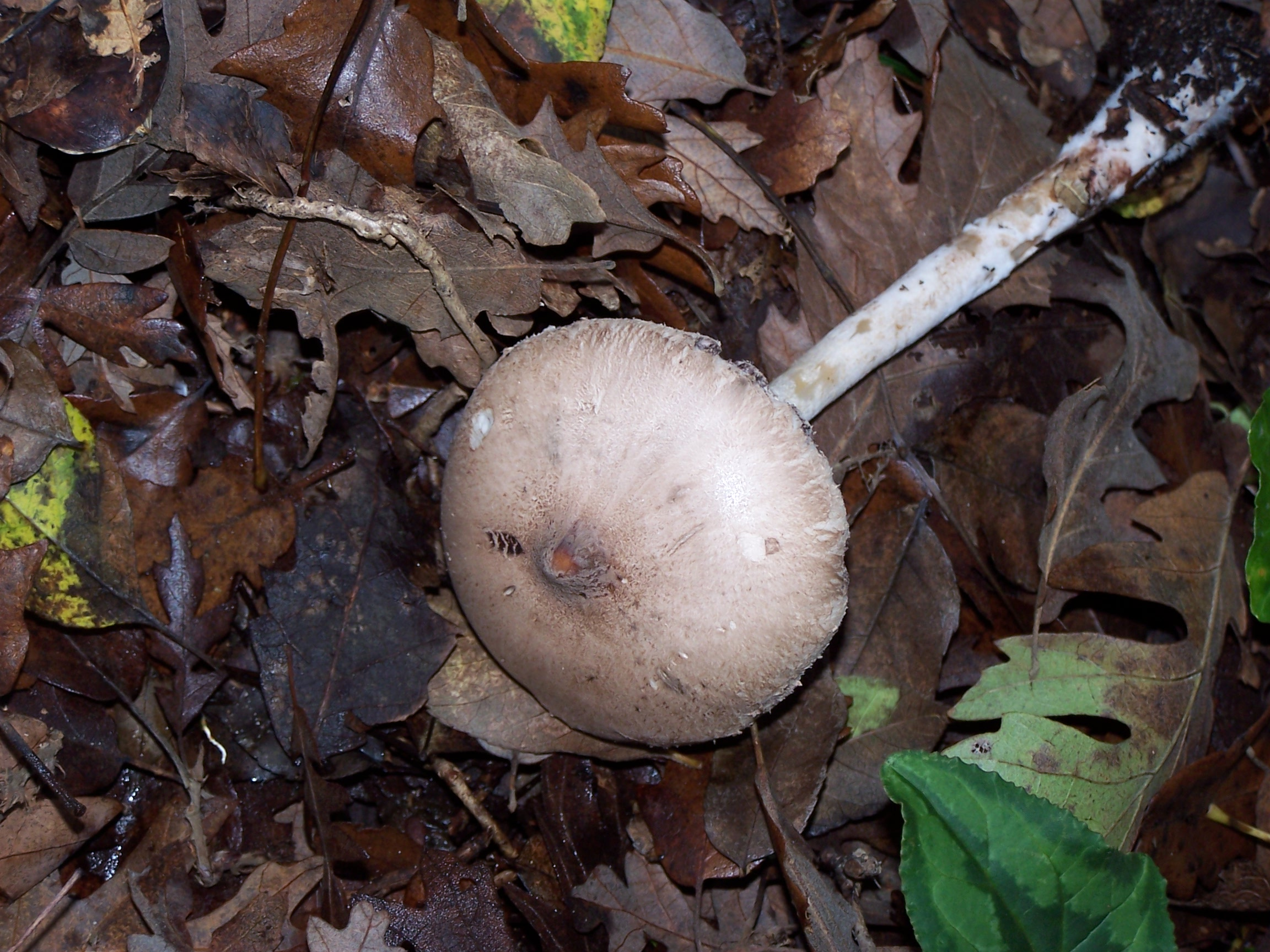
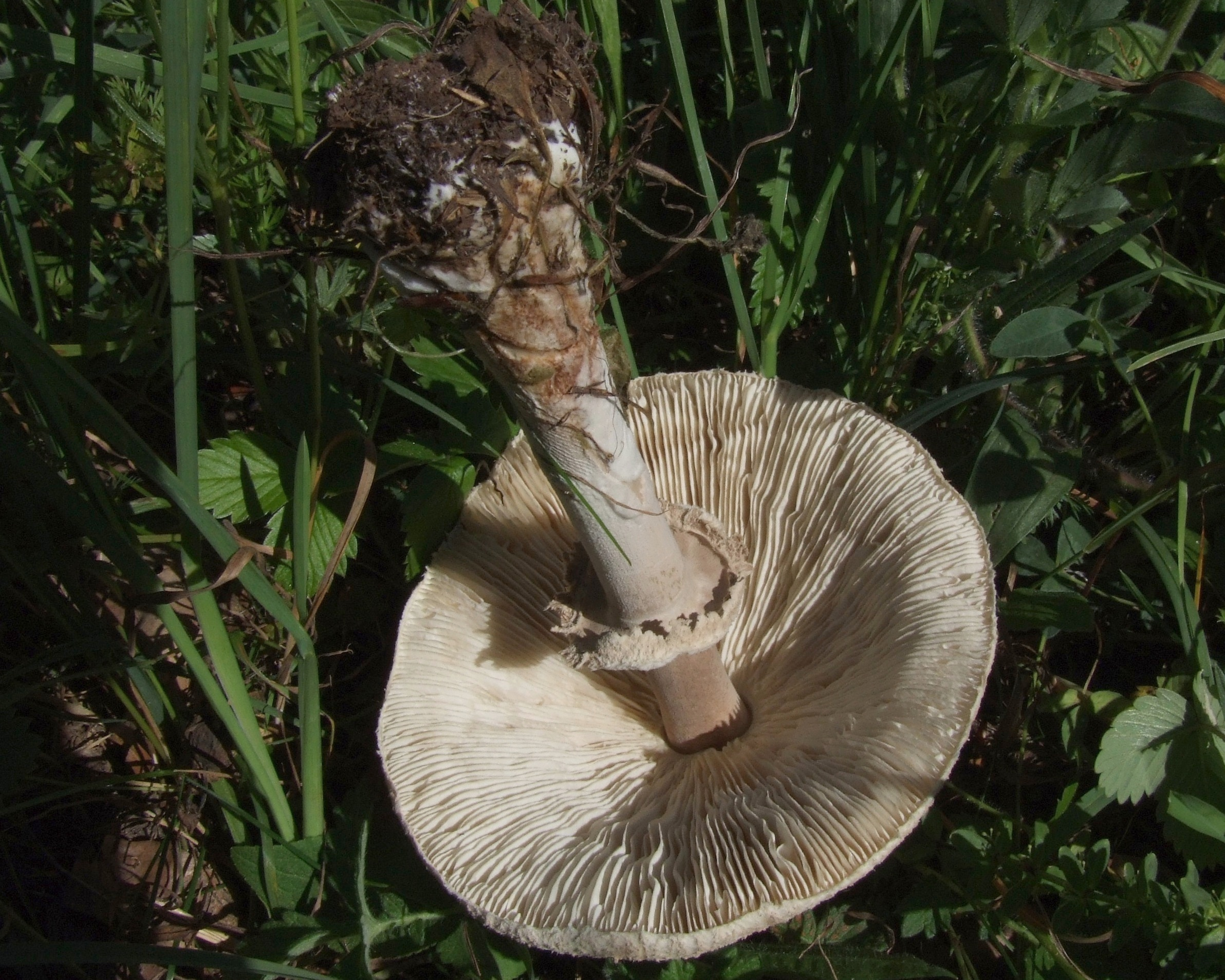